# Моффат, Роберт
Роберт Моффат (англ. Robert Moffat; 21 декабря 1795 — 9 августа 1883) — шотландский миссионер в Южной Африке, создатель письменности на языке сетсвана.

## Ранние годы
Родился в деревне Ормистон (ныне — графство Восточный Лотиан, Шотландия). Он был сыном мелкого таможенного служащего, и его образование ограничивалось лишь начальной школой и несколькими годами ученичества в качестве помощника садовника. В 1816 году под влиянием проповедей методистского священника У. Роуби Моффат вступил в Лондонское миссионерское общество. После завершения короткого курса обучения он был посвящён в сан священника и 18 октября 1816 года отплыл из Англии в Кейптаун.

## Начало миссионерской деятельности
С 1817 по 1819 годы он проповедовал среди нама Капской колонии. Широкую известность ему принесло обращение в христианство предводителя воинственной группы орлам — Егера Африкаанера. В 1819 году Моффат получил назначение в миссию Куруман, располагавшуюся на территории вождества батлапинг, входивших в этноязыковую общность тсвана. Свою работу среди батлапинг Моффат начал в 1821 году. Первоначально африканцы встретили его проповеди с равнодушием. Они хотели извлечь в первую очередь из пребывания миссионеров материальную выгоду: выпрашивали табак, занимались меновой торговлей.

## Создание письменности насетсвана
Одним из главных препятствий на пути обращения африканцев в христианство являлся языковой барьер. Общение с батлапинг происходило через переводчиков, которые сами не всегда хорошо знали язык и не понимали многих христианских терминов. Поэтому одной из главных своих задач Моффат видел изучение языка сетсвана. Лингвистическим занятиям он уделял все своё свободное время. В 1822 году он перевел на сетсвана катехизис У. Брауна, изначально предназначенный для детей. По мнению миссионера, он лучше всего подходил для просвещения африканцев. Начиная с 1831 года богослужебные книги и учебные пособия для школы стали издаваться уже в самой миссии, для чего специально был доставлен печатный пресс. С 1857 года здесь стали регулярно выходить первые периодические издания на языке сетсвана.
Важнейшей задачей, ставшей фактически делом всей его жизни, Моффат считал перевод Библии. Уже в 1828 году он выполнил перевод Евангелия от Луки вместе с некоторыми другими отрывками из Нового и Ветхого Завета. Окончательно работа по переводу Библии им была завершена в 1857 году. Но и в последующем Моффат продолжал совершенствовать свой перевод. Последняя его редакция вышла в 1872 году.

## Просветительская деятельность
Наряду с созданием письменности на сетсвана и перевода Библии и других богослужебных книг Моффат большое внимание уделял развитию образования. В миссии им была учреждена школа, в который африканцы, дети и взрослые, обучались английскому и голландскому языку и основам христианской веры. Также в стенах миссии с 1840-х годов началась подготовка «туземных учителей», которые не только знакомили своих соплеменников с основами христианского вероучения, но давали им азы грамотности.
В 1870 году Моффат навсегда оставил Южную Африку. Преклонный возраст и пошатнувшееся здоровье не позволяли ему уже заниматься проповеднической деятельностью среди африканцев. После себя он оставил в Курумане обустроенную миссию, на которой работало небольшое печатное предприятие. Его главный вклад в дело просвещения тсвана — создание письменности на их языке, без чего не может мыслиться прогресс ни одного народа. Однако несмотря на все усилия Моффату так и не удалось при жизни осуществление своей мечты — победы христианства над местными верованиями. Это произошло уже ближе к началу XX века.

## Путешествия
Помимо работы в миссии Моффат также предпринимал попытки распространить влияние миссионеров дальше в глубинные районы Южной Африки. Ему удалось установить дружественные отношения с правителем ндебеле (матабеле) Мзиликази, который в начале 1830-х годов подчинил своей власти большую часть территорий, вошедших позднее в состав Трансвааля. Моффат стал одним первых европейцев, посетивших территорию современной Республики Зимбабве, куда переселились матабеле под давлением буров в ходе «Великого трека». Благодаря его путешествиям были открыты пути во внутренние районы Южной Африки и на территорию современной Зимбабве. Вслед за миссионерами сюда стали проникать английские торговцы и бурские переселенцы.